# نادي الموج (الإمارات)
نادي الموج نادي كرة قدم إماراتي من الأندية الخاصة يلعب في دوري الدرجة الثانية الإماراتي ويقع في الجزيرة الحمراء .